# Marshall Cavendish

Логотип издательства

Marshall Cavendish (рус. Маршалл Кавендиш) — дочерняя компания Times Publishing Group, издательство книг и журналов. Marshall Cavendish создано в Великобритании в 1968 г. Норманом Маршаллом и Патриком Кавендишем. Times Publishing Group купила её в 1980.
Компания опубликовала более 150 коллекционных изданий по всему миру. Рынок компании насчитывает около 20 стран, включая Россию. На Украине и в России известна как издатель журналов «Древо познания» и «Азбука здоровья», являющихся коллекционными изданиями (partwork).
Другие коллекционные издания, выпущенные в других странах: Как это работает (How It Works), Изображения войны (Images of War), Зодиак (Zodiac), (The Ancestral Trail), Древо познания (Tree of Knowledge), Экстремальное чтение (X-Treme Speed Reading). 